# Pternistis swierstrai
El francolin de Swierstra (Pternistis swierstrai) es una especie de ave galliforme de la familia Phasianidae endémica de Angola. Su nombre conmemora al entomólogo sudafricano Cornelis Jacobus Swierstra.

## Distribución y hábitat
Se encuentra únicamente en los bosques de montaña del oeste de Angola. Está amenazado por la pérdida de hábitat.